# Klubi Futbollit Tirana 2003-2004

## Rosa
| N. |                    | Ruolo | Calciatore     |
| -- | ------------------ | ----- | -------------- |
| 1  | Nigeria (bandiera) | P     | Ndubuisi Egbo  |
| 2  | Albania (bandiera) | D     | Elvis Sina     |
| 3  | Albania (bandiera) | D     | Rezart Dabulla |
| 4  | Albania (bandiera) | D     | Nevil Dede     |
| 8  | Albania (bandiera) | C     | Ervin Bulku    |
| 9  | Albania (bandiera) | C     | Sokol Bulku    |
| 10 | Albania (bandiera) | C     | Devis Mukaj    |
| 11 | Albania (bandiera) | A     | Indrit Fortuzi |
| 12 | Albania (bandiera) | P     | Isli Hidi      |
| 14 | Albania (bandiera) | C     | Mahir Halili   |

| N. |                    | Ruolo | Calciatore       |
| -- | ------------------ | ----- | ---------------- |
| 15 | Albania (bandiera) | D     | Ansi Agolli      |
| 16 | Albania (bandiera) | D     | Gentian Hajdari  |
| 17 | Albania (bandiera) | C     | Sokol Prenga     |
| 19 | Albania (bandiera) | C     | Suad Liçi        |
| 20 | Albania (bandiera) | A     | Fjodor Xhafa     |
| 21 | Albania (bandiera) | C     | Sajmir Patushi   |
| 23 | Albania (bandiera) | A     | Eldorado Merkoçi |
| 24 | Albania (bandiera) | D     | Luan Pinari      |
|    | Albania (bandiera) | D     | Alban Tafaj      |
|    | Albania (bandiera) | D     | Ervin Fakaj      |